# High School Musical: The Musical: The Series
High School Musical: The Musical: The Series (bra: High School Musical: A Série: O Musical), ou também conhecida pela sigla HSMTMTS, é uma série de televisão estadunidense dos gêneros drama adolescente, comédia dramática, musical e mocumentário, desenvolvida por Tim Federle para o serviço de streaming Disney+, inspirada na série de filmes High School Musical. A série é produzida pela Chorus Boy e Salty Pictures em associação com o Disney Channel, com Oliver Goldstick atuando como showrunner nos primeiros quatro episódios. Ele foi sucedido por Federle como showrunner pelo restante da primeira temporada.
Ambientada em Salt Lake City, Utah, em uma versão ficcional da East High School, a escola em que os três filmes originais foram filmados, a série segue um grupo de adolescentes entusiastas do teatro que participam de uma encenação de High School Musical: The Musical como sua produção escolar. A série é estrelada por Olivia Rodrigo, Joshua Bassett, Matt Cornett, Sofia Wylie, Larry Saperstein, Julia Lester, Dara Reneé, Frankie Rodriguez, Joe Serafini, Mark St. Cyr, Kate Reinders, Saylor Bell Curda, Adrian Lyles e Liamani Segura.
High School Musical: The Musical: The Series estreou no Disney Channel, ABC e Freeform como uma pré-transmissão simultânea em 8 de novembro de 2019, antes de seu lançamento na Disney+ em 12 de novembro. A primeira temporada consiste em 10 episódios. Em outubro de 2019, antes do lançamento da série, a Disney+ renovou a série para uma segunda temporada. No Brasil, os episódios da série foram lançados semanalmente no streaming a partir de sua chegada no país, em 17 de novembro de 2020. A série foi renovada para uma terceira temporada em setembro de 2021 e estreou em julho de 2022. A quarta e última temporada estreou em agosto de 2023.
A série recebeu uma resposta positiva, com críticas destacando as atuações do elenco. Ganhou o GLAAD Media Awards em 2020 de Outstanding Kids & Family Programming.

## Enredo
Em uma versão fictícia da East High School em Salt Lake City, Utah, onde os filmes da trilogia High School Musical foram filmados, uma ex-integrante do elenco, Srta. Jenn, começa a trabalhar como a nova professora de teatro. A professora decide encenar uma performance de High School Musical: The Musical para sua primeira produção teatral de inverno para celebrar a afiliação da escola com o filme original. Os alunos escalados para o musical aprendem a navegar nas relações interpessoais e a formar vínculos entre si, para superar os desafios que enfrentam na vida escolar e em casa.
Na segunda temporada, os estudantes de teatro da East High encenam uma produção de A Bela e a Fera para o musical de primavera e um campeonato com a escola rival, a North High School. A terceira temporada será ambientada em Los Angeles, Califórnia, e se passará fora do ano letivo na East High e contará com os alunos participando de um acampamento de teatro de verão.

## Elenco e personagens
| Ator                 | Personagem           | Temporadas       | Temporadas       | Temporadas       | Temporadas       |
| Ator                 | Personagem           | 1                | 2                | 3                | 4                |
| Elenco principal     | Elenco principal     | Elenco principal | Elenco principal | Elenco principal | Elenco principal |
| -------------------- | -------------------- | ---------------- | ---------------- | ---------------- | ---------------- |
| Olivia Rodrigo       | Nini Salazar-Roberts | Principal        | Principal        | Recorrente       | Ausente          |
| Joshua Bassett       | Ricky Bowen          | Principal        | Principal        | Principal        | Principal        |
| Sofia Wylie          | Gina Porter          | Principal        | Principal        | Principal        | Principal        |
| Matt Cornett         | E. J. Caswell        | Principal        | Principal        | Principal        | Recorrente       |
| Larry Saperstein     | Big Red              | Principal        | Principal        | Participação     | Recorrente       |
| Julia Lester         | Ashlyn Caswell       | Principal        | Principal        | Principal        | Principal        |
| Dara Reneé           | Kourtney Greene      | Principal        | Principal        | Principal        | Principal        |
| Frankie Rodriguez    | Carlos Rodriguez     | Principal        | Principal        | Principal        | Principal        |
| Joe Serafini         | Seb Matthew-Smith    | Recorrente       | Principal        | Participação     | Recorrente       |
| Mark St. Cyr         | Benjamin Mazzara     | Principal        | Principal        | Ausente          | Recorrente       |
| Kate Reinders        | Srta. Jenn           | Principal        | Principal        | Participação     | Principal        |
| Saylor Bell Curda    | Maddox               | Ausente          | Ausente          | Principal        | Recorrente       |
| Adrian Lyles         | Jet                  | Ausente          | Ausente          | Principal        | Recorrente       |
| Liamani Segura       | Emmy                 | Ausente          | Ausente          | Recorrente       | Principal        |
| Elenco recorrente    |                      |                  |                  |                  |                  |
| Alexis Nelis         | Natalie Bagley       | Recorrente       | Recorrente       | Does not appear  | Does not appear  |
| Nicole Sullivan      | Carol                | Recorrente       | Recorrente       | Recorrente       | Does not appear  |
| Michelle Noh         | Dana                 | Recorrente       | Recorrente       | Recorrente       | Does not appear  |
| Jeanne Sakata        | Malou                | Recorrente       | Does not appear  | Does not appear  | Does not appear  |
| Alex Quijano         | Mike Bowen           | Recorrente       | Recorrente       | Does not appear  | Does not appear  |
| Valente Rodriguez    | Diretor Gutierrez    | Recorrente       | Does not appear  | Does not appear  | Does not appear  |
| Beth Lacke           | Lynne Bowen          | Recorrente       | Participação     | Does not appear  | Does not appear  |
| Kimberly Brooks      | Michelle Greene      | Does not appear  | Recorrente       | Participação     | Does not appear  |
| Derek Hough          | Zack                 | Does not appear  | Recorrente       | Does not appear  | Does not appear  |
| Olivia Rose Keegan   | Lily                 | Does not appear  | Recorrente       | Participação     | Does not appear  |
| Roman Banks          | Howie                | Does not appear  | Recorrente       | Does not appear  | Does not appear  |
| Andrew Barth Feldman | Antoine              | Does not appear  | Recorrente       | Does not appear  | Participação     |
| Corbin Bleu          | Ele mesmo            | Does not appear  | Does not appear  | Recorrente       | Participação     |
| Meg Donnelly         | Val                  | Does not appear  | Does not appear  | Recorrente       | Does not appear  |
| Jason Earles         | Dewey Wood           | Does not appear  | Does not appear  | Recorrente       | Participação     |
| Kylie Cantrall       | Dani                 | Does not appear  | Does not appear  | Does not appear  | Recorrente       |
| Matthew Sato         | Mack Alana           | Does not appear  | Does not appear  | Does not appear  | Recorrente       |
| Participação         |                      |                  |                  |                  |                  |
| Addison Morgan       | Emily Pratt          | Participação     | Participação     | Does not appear  | Does not appear  |
| Deepti Gupta         | Kalyani Patel        | Participação     | Does not appear  | Does not appear  | Does not appear  |
| Lucas Grabeel        | Ele mesmo            | Participação     | Does not appear  | Does not appear  | Participação     |
| Kaycee Stroh         | Ela mesma            | Participação     | Does not appear  | Does not appear  | Participação     |
| Asher Angel          | Jack                 | Does not appear  | Participação     | Does not appear  | Does not appear  |
| Jordan Fisher        | Jamie Porter         | Does not appear  | Participação     | Does not appear  | Does not appear  |
| Jesse Tyler Ferguson | Marvin               | Does not appear  | Does not appear  | Participação     | Does not appear  |
| JoJo Siwa            | Madison              | Does not appear  | Does not appear  | Participação     | Does not appear  |
| Monique Coleman      | Ela mesma            | Does not appear  | Does not appear  | Does not appear  | Participação     |
| Bart Johnson         | Ele mesmo            | Does not appear  | Does not appear  | Does not appear  | Participação     |
| Alyson Reed          | Ela mesma            | Does not appear  | Does not appear  | Does not appear  | Participação     |

## Episódios
| Temporada | Temporada | Episódios | Episódios | Originalmente exibido  | Originalmente exibido  |
| Temporada | Temporada | Episódios | Episódios | Estreia da temporada   | Final da temporada     |
| --------- | --------- | --------- | --------- | ---------------------- | ---------------------- |
|           | 1         | 10        | 10        | 8 de novembro de 2019  | 10 de janeiro de 2020  |
|           | Especiais | 2         | 2         | 14 de dezembro de 2019 | 11 de dezembro de 2020 |
|           | 2         | 12        | 12        | 14 de maio de 2021     | 30 de julho de 2021    |

### 1.ª temporada (2019–20)
| N.º na série | N.º na temp. | Título                                    | Dirigido por                       | Escrito por               | Exibição original      |
| --- | ------------ | ----------------------------------------- | ---------------------------------- | ------------------------- | ---------------------- |
| 1 | 1            | "The Auditions" "(As Audições)"           | Tamra Davis                        | Tim Federle               | 8 de novembro de 2019  |
| Ricky volta à escola no ano novo para descobrir que sua ex-namorada, Nini, agora está namorando E. J., que ela conheceu em um acampamento de teatro durante o verão. Em seu primeiro dia como a nova professora de teatro na East High, a Srta. Jenn anunciou que a escola apresentaria uma produção de High School Musical: The Musical. O Sr. Mazzara avisa a Srta. Jenn sobre a necessidade de ser profissional no trabalho. Nini é inspirada a fazer o teste para o musical depois de participar normalmente como membro do coro; e Ricky decide fazer um teste na tentativa de impressionar Nini e reacender seu relacionamento. Nini conhece a estudante transferida Gina, que a intimida com suas habilidades de dança. Nini audaciosamente faz o teste para o papel de Gabriella cantando "Start of Something New", enquanto Ricky faz o teste para Troy cantando a música que Nini escreveu anteriormente para ele como uma declaração de amor; "Eu acho que meio, você sabe". Chateada, Nini confronta Ricky, antes que a lista do elenco seja publicada, revelando Ricky e Nini nos papéis principais de Troy e Gabriella, respectivamente. |              |                                           |                                    |                           |                        |
| 2 | 2            | "The Read-Through" "(A Leitura)"          | Tamra Davis                        | Oliver Goldstick          | 15 de novembro de 2019 |
| Srta. Jenn começa os ensaios para o musical com uma leitura do roteiro do elenco. Nini tenta evitar Ricky, pois não está impressionada por ele ter feito um teste para se aproximar dela, em vez de para o benefício da produção. Nini critica Ricky por não levar a produção a sério, o que o leva a pensar em desistir. No entanto, Gina convence Ricky a continuar participando na esperança de que suas tentativas românticas façam Nini desistir, permitindo-lhe assumir o papel de Gabriella. O tiro sai pela culatra quando Nini fica impressionada com os esforços recém-descobertos de Ricky para praticar as rotinas de dança. E. J. está com ciúmes de Ricky ter sido escalado como Troy, e depois de suspeitar que Ricky estava enviando mensagens para Nini pelas costas, ele planeja roubar o telefone de Nini e verificar suas mensagens. Gina rouba o telefone de Nini em nome de E. J. e oferece uma aliança; para ajudá-lo a remover Ricky do musical para que ele possa interpretar Troy ao lado de Nini. Enquanto isso, a Srta. Jenn adquire um acessório do filme original, o telefone de Gabriella, para ser exibido durante a exibição do programa. |              |                                           |                                    |                           |                        |
| 3 | 3            | "The Wonderstudies" "(Alunos Exemplares)" | Tamra Davis                        | Zach Dodes                | 22 de novembro de 2019 |
| Agora de posse do telefone de Nini, E. J. ouve uma mensagem de voz sincera que Ricky deixa para ela e a apaga; antes de devolver o telefone para perdido e descoberto por culpa. Nini chega atrasada para os ensaios depois que Gina reprograma a sessão, ciente de que Nini não receberia a atualização por falta de seu telefone. Nini se sente intimidada quando Gina coreografa uma complicada rotina de dança e rouba alguns de seus pertences em retaliação, acreditando que Gina roubou seu telefone. E. J. convence Nini a devolver os itens e escreve uma música para ela, "A Billion Sorrys", quando percebe que deve confessar suas próprias ações. Depois que E. J. insinua que ouviu o correio de voz, Ricky inadvertidamente revela a Nini que E. J. roubou seu telefone. Enquanto isso, o Sr. Mazzara confronta a Srta. Jenn sobre o telefone de suporte que ela adquiriu; encontrar um recibo de compra do item online depois de alegar que foi um presente de um dos membros do elenco do filme original. O Sr. Mazzara repreende a Srta. Jenn quando descobre que ela era apenas um figurante no filme e sugere que sua posição na escola foi concedida com base na falsa alegação de que ela tinha um papel maior. Ele a pressiona para informar seus alunos de teatro. |              |                                           |                                    |                           |                        |
| 4 | 4            | "Blocking" "(Marcação)"                   | Chad Lowe                          | Margee Magee              | 29 de novembro de 2019 |
| Nini confronta E. J. sobre o roubo de seu telefone; ele expressa sua convicção de que ela ainda sente algo por Ricky. A dupla discute antes de um ensaio de bloqueio, que resulta na dupla cantando uma versão tensa de "What I've Been Looking For" com E. J. substituindo seu papel de substituto. Miss Jenn desaprova o elenco de não levar os ensaios a sério e implora para os alunos resolverem seus problemas pessoais. E. J. tenta se desculpar, mas Nini bloqueia seu número de telefone, decidindo terminar com ele. A mãe de Ricky volta para casa para revelar que ela e seu pai estão se separando e que ela se mudará para Chicago. Ricky está visivelmente magoado com a notícia e planeja passar a noite no Big Red's, antes de se mudar para a casa de Nini depois de falar com sua mãe, Carol. Nini conforta Ricky, e os dois compartilham um momento romântico, antes que ela descubra que ele saiu de casa. Nini lamenta a perda de seu relacionamento e ressurgir sentimentos por Ricky, ao escrever a música "All I Want". Enquanto isso, Gina elabora um novo plano para assumir o papel principal, ao convencer E. J. a se tornar seu par no baile de boas-vindas que está por vir.                                                                                |              |                                           |                                    |                           |                        |
| 5 | 5            | "Homecoming" "(O Baile)"                  | Joanna Kerns                       | Tim Federle               | 6 de dezembro de 2019  |
| Nini decide perder o baile de boas-vindas e passar a noite com Kourtney e Srta. Jenn para impedi-la de pensar demais sobre seu recente rompimento. Miss Jenn tenta reacender o foco de Nini na produção e a encoraja a ter mais confiança em si mesma em uma sala de karaokê. Miss Jenn conhece o pai de Ricky, Mike, durante a noite e uma conexão romântica é instigada entre os dois. Carlos ajuda Seb a ensaiar a coreografia de "Bop to the Top" e os dois combinam de comparecer ao baile que está por vir. Carlos fica inicialmente desanimado quando Seb não chega, mas os dois depois se reconciliam quando ele simplesmente chega atrasado. Gina leva E. J. como seu par para o baile na esperança de que o drama indesejado forçaria Nini a deixar seu papel, e fica desanimada quando o plano não dá certo. Ricky repreende Gina por tirar vantagem de E. J. e, depois de se desculpar, ele a leva para casa e os dois se unem. A senhorita Jenn verifica seu telefone para encontrar chamadas perdidas e mensagens do diretor Gutierrez, que organiza uma reunião urgente como resultado de sua negligência com seus deveres de acompanhante para o baile. |              |                                           |                                    |                           |                        |
| 6 | 6            | "What Team?" "(Qual é o Time?)"           | Kimberly McCullough & Joanna Kerns | Oliver Goldstick          | 13 de dezembro de 2019 |
| A Srta. Jenn foi suspensa indefinidamente de seu cargo depois que o Diretor Gutierrez descobre que ela mentiu sobre sua experiência de ensino e credencial durante o processo de inscrição. Carlos é forçado a atuar como substituto para as funções de direção da Srta. Jenn e entrega a notícia ao elenco quando a pressão se torna insuportável. Os alunos discutem o impacto positivo que a Srta. Jenn teve em suas vidas escolares e decidem defendê-la. Eles se unem para encenar e ensaiar uma apresentação da música "Truth, Justice and Songs in Our Key" na reunião do conselho escolar para convencer o painel a continuar empregando a Srta. Jenn. A apresentação prova um sucesso e a posição de Miss Jenn é reintegrada. Na reunião, a Srta. Jenn descobre que Mike é o pai de Ricky. Enquanto isso, Nini fica com ciúmes da amizade recém-descoberta de Ricky com Gina quando ela o vê cantar uma versão acústica de "When There Was Me and You" para ela. E. J. decide limpar sua consciência confessando seus segredos e mentiras para Nini. |              |                                           |                                    |                           |                        |
| 7 | 7            | "Thanksgiving" "(Dia de Ação de Graças)"  | Kimberly McCullough                | Ann Kim                   | 20 de dezembro de 2019 |
| Durante o feriado de Ação de Graças, Ashlyn organiza uma festa para os alunos de teatro em sua casa. Ricky liga para sua mãe para descobrir que ela está em um novo relacionamento com um homem diferente, e Gina sente empatia por Ricky com base nas lutas de sua própria família. Nini faz um esforço para se conectar com Gina na festa antes que sua mãe ligue para dizer que ela foi transferida para o trabalho e que eles se mudarão novamente. Big Red percebe Ashlyn quando ele descobre que ela é a co-capitã da equipe de robótica, e os dois se unem durante a festa. Ashlyn incentiva Nini a escrever uma música sobre ela em vez de seus relacionamentos, levando-a a compor "Out of the Old", e a considerar se candidatar a uma escola de artes performáticas em Denver. E. J. descobre que perdeu uma quantidade significativa de suas mídias sociais depois de continuar confessando seu comportamento imoral. Enquanto isso, a Srta. Jenn e o Sr. Mazzara se encontram inesperadamente na escola durante a noite para trabalhar em seus respectivos projetos extracurriculares. A dupla ajuda um ao outro em suas tentativas e passam o resto da noite juntos na escola. Eles adormecem assistindo a um filme enquanto uma tomada elétrica acende na oficina.          |              |                                           |                                    |                           |                        |
| 8 | 8            | "The Tech Rehearsal" "(O Ensaio Técnico)" | Joanna Kerns                       | Natalia Castells-Esquivel | 27 de dezembro de 2019 |
| O elenco descobre que o teatro East High foi danificado por um incêndio durante o feriado, deixando-os impossibilitados de realizar os ensaios. Carlos organiza a produção no abandonado Teatro El Rey, no centro da cidade. Miss Jenn conduz um ensaio técnico, mas hesita em trabalhar no teatro devido a uma lembrança desagradável em relação à estreia do filme original, onde descobriu que sua fala no filme havia sido cortada. E. J. ganha posse das notas pessoais de elenco da Srta. Jenn e fica consternado ao saber que ela o considerava incapaz de se conectar com o material emocional da peça. Nini e Ricky ensaiam em particular uma cena juntos e redescobrem sua conexão romântica enquanto relembram sua amizade. Miss Jenn descobre a habilidade de cantar de Kourtney durante o ensaio, antes de Kourtney ligar para a escola de artes cênicas em que Nini estava interessada. Depois de ficar inconsciente em um estado de torpor, Miss Jenn sonha em interpretar a música "Role of a Lifetime" com Lucas Grabeel, o que mais tarde a inspira a redirecionar a produção de volta para East High. |              |                                           |                                    |                           |                        |
| 9 | 9            | "Opening Night" "(Noite de Estreia)"      | Kabir Akhtar                       | Oliver Goldstick          | 3 de janeiro de 2020   |
| Na noite de abertura da produção, E. J. se vê entrando no papel de Troy para o segundo ato. Oito horas antes, os alunos de teatro se preparam para sua primeira apresentação. Miss Jenn garante o ginásio East High como local de apresentação e pede ao Sr. Mazzara para ajudar Big Red com o equipamento técnico. Ricky escreve uma música para Nini, "Just for a Moment", enquanto Nini prepara um presente para Ricky; mas o par está hesitante em compartilhar isso um com o outro. Miss Jenn pede a Kourtney para interpretar Taylor no lugar de Gina, que já se mudou. Kourtney fica aliviada quando Gina chega inesperadamente no meio do show para retomar seu papel no break dance de "Stick to the Status Quo". Nini fica animada ao saber que Kourtney convidou o reitor da escola de artes cênicas para assistir à apresentação, mas fica assustada com a pressão. Ricky está satisfeito por ter seus pais participando do show, mas fica nervoso quando o novo parceiro de Lynne chega durante seu solo de "Get'cha Head in the Game". Sentindo-se desanimado, Ricky implora a E. J. que termine a apresentação em seu lugar. |              |                                           |                                    |                           |                        |
| 10 | 10           | "Act Two" "(Segundo Ato)"                 | Kabir Akhtar                       | Tim Federle               | 10 de janeiro de 2020  |
| E. J. começa a fazer o papel de Troy no segundo ato, enquanto Ricky confronta sua mãe sobre trazer seu novo parceiro, Todd, para o show. Gina encoraja Ricky a pelo menos assistir o resto da produção, mas uma vez lá dentro, ele testemunha E. J. se afastar de seu papel durante "Breaking Free" para permitir que Nini e Ricky terminem a performance juntos. Gina reconhece e agradece a E. J. por comprar a passagem de avião que lhe permitiu retornar. O Sr. Mazzara fica chocado ao testemunhar as habilidades técnicas de Big Red e o convida para se juntar ao clube de robótica. Nini fica chateada quando o reitor da escola de artes cênicas sai no meio da apresentação. Após o show, Ricky conforta Nini, antes de declarar seu amor por ela; admitindo que inicialmente teve medo de expressá-lo. O par se beija e compartilha seus presentes um com o outro. Ashlyn recebe um buquê de flores de Big Red, e os dois depois se beijam. O diretor Gutierrez confronta a Srta. Jenn e o Sr. Mazzara, agora sabendo que eles causaram o incêndio na escola. Nini fica surpresa ao ver o reitor retornar após o show. Ela parabeniza Nini pela performance e oferece a ela uma vaga na escola de artes cênicas, a partir de um mês.                                           |              |                                           |                                    |                           |                        |

### Especiais (2019–20)
| Título | Dirigido por     | Exibição original      |
| --- | ---------------- | ---------------------- |
| "High School Musical: The Musical: The Series: The Special" | Clayton Cogswell | 14 de dezembro de 2019 |
| Este especial apresenta o arquivo cenas dos bastidores da produção do filme original High School Musical. O diretor de cinema Kenny Ortega e o membro do elenco original Corbin Bleu falam sobre sua experiência no filme e conhecem o elenco de High School Musical: The Musical: The Series. Lucas Grabeel também anuncia sua participação especial na série. O criador da série Tim Federle discute a música "Just For a Moment", e o elenco se apresenta na D23 Expo em Anaheim. |                  |                        |
| "High School Musical: The Musical: The Holiday Special" "(High School Musical: O Musical: Especial de Festas)" | Tim Federle      | 11 de dezembro de 2020 |
| Um especial de feriado no qual o elenco apresenta canções de Natal. |                  |                        |

### 2.ª temporada
| N.º na série | N.º na temp. | Título               | Dirigido por        | Escrito por               | Exibição original   |
| --- | ------------ | -------------------- | ------------------- | ------------------------- | ------------------- |
| 11 | 1            | "New Year's Eve"     | Kimberly McCullough | Tim Federle               | 14 de maio de 2021  |
| Os estudantes de teatro da East High School comemoram o início das férias com uma apresentação de "Something in the Air". A Srta. Jenn supervisiona a reconstrução do palco do teatro da escola enquanto planeja sua próxima produção; High School Musical 2. Ela encontra seu namorado do colégio e ex-rival de palco Zack, que voltou à escola rival North High para liderar o departamento de drama da escola na produção de A Pequena Sereia, na esperança de ganhar o Prêmio Alan Menken para altas produções de teatro escolar. Intimidada, a Srta. Jenn decide mudar o musical de primavera da East High para A Bela e a Fera para competir contra sua rival. Durante uma festa de ano novo na casa de Ashlyn, ela anuncia a mudança e revela que inscreveu o grupo na competição. Ricky luta com a notícia de que seu pai vai se mudar para uma casa menor. Depois de esconder de Ricky a notícia de sua aceitação na escola de artes cênicas, Nini de repente revela a ele que ela se mudará para Denver. |              |                      |                     |                           |                     |
| 12 | 2            | "Typecasting"        | Kimberly McCullough | Ann Kim                   | 21 de maio de 2021  |
| Os alunos de teatro fazem os preparativos para a audição do novo musical, usando a música "Belle". Ricky se sente hesitante em participar da produção como resultado da saída repentina de Nini, mas a Srta. Jenn reconhece seu compromisso e o premia com o papel principal da Fera. Ashlyn se resigna com a crença de que será rotulada com base em seu papel anterior, mas fica surpresa ao descobrir que ganhou o papel de Bela. Duas semanas após sua partida, Nini começa a se sentir isolada na escola de artes cênicas em Denver. Ela tenta animar uma cena de atuação clássica com a linguagem contemporânea, mas seus professores não se impressionam e imploram que ela siga as diretrizes rígidas da escola. Na East High, a nova aluna Lily tenta fazer amizade com o elenco, mas os alunos de teatro ficam ofendidos por sua atitude mal-educada e pretensiosa durante o processo de audição. A Srta. Jenn se recusa a oferecer a Lily um papel no show, levando-a a entrar em contato com o departamento de drama da North High. |              |                      |                     |                           |                     |
| 13 | 3            | "Valentine's Day"    | Paul Hoen           | Zach Dodes                | 28 de maio de 2021  |
| Nini viaja brevemente para casa em Salt Lake para surpreender Ricky no dia dos namorados, sem saber que ele foi a Denver para surpreendê-la também. Mais tarde, ele retorna, e a dupla mantém contato por meio de ligações telefônicas; no entanto, eles não conseguem encontrar um tempo para se ver pessoalmente durante a visita de Nini. Gina começa a sentir falta de seu tradicional presente de Dia dos Namorados de sua mãe ausente, e ela encontra conforto em conversar com Ricky. Kourtney começa a trabalhar como gerente assistente da pizzaria da família de Big Red e luta para ganhar o respeito do antigo funcionário Howie. Os ensaios para A Bela e a Fera começam, e Ashlyn se preocupa por não corresponder à aparência estabelecida de Bela. Big Red a tranquiliza e planeja uma surpresa espetacular para o feriado. Carlos e Seb também comemoram o primeiro dia dos namorados juntos. Lily revela a Srta. Jenn que ela será transferida para North High para participar de seu musical. |              |                      |                     |                           |                     |
| 14 | 4            | "The Storm"          | Paul Hoen           | Ritza Bloom               | 4 de junho de 2021  |
| Os alunos são forçados a buscar abrigo na East High durante uma forte tempestade de neve, que causa uma queda de energia na escola. Os ensaios continuam e Carlos e Gina discutem quem pode coreografar "Be Our Guest". Eles finalmente percebem suas semelhanças e concordam em chegar a um acordo. Nini retorna a East High para se despedir do clube de teatro e descobre que E. J. foi rejeitado na Duke University. O Sr. Mazzara conforta E. J. contando a história sobre sua rejeição da CalTech. A Srta. Jenn se oferece para levar Nini até o ponto de ônibus, mas a dupla fica presa na neve por causa da tempestade. Nini confessa à Srta. Jenn que seu tempo na escola de artes cênicas tem sido menos do que ideal; ela tem se sentido sufocada e insatisfeita. Srta. Jenn garante a Nini que os sonhos podem mudar, como quando ela desistiu de seu sonho de se apresentar na Broadway para dar aulas. Nini se despede de Ricky no ponto de ônibus e se esforça para sair novamente, enquanto canta "Granted". A Srta. Jenn fica agradavelmente surpresa ao descobrir que Nini não embarcou no ônibus e que ela retornará permanentemente para East High. |              |                      |                     |                           |                     |
| 15 | 5            | "The Quinceañero"    | Kimberly McCullough | Emilia Serrano            | 11 de junho de 2021 |
| Para comemorar o aniversário de dezesseis anos de Carlos, os alunos de teatro estão organizando uma festa de aniversário surpresa, conhecida como quinceañero na tradição mexicana. O pai de Ricky, Mike, concorda em acompanhar a festa ao lado da Srta. Jenn, e seu afeto por ela se intensifica. Isso leva a uma conversa estranha com o Sr. Mazzara, que também está presente, e cada vez mais apaixonado pela Srta. Jenn. O Sr. Mazzara é o mentor de E. J. enquanto a dupla gerencia a configuração audiovisual da noite. Seb canta "The Climb" para Carlos, e Gina canta "A Dancer's Heart", enquanto executa uma dança mexicana para mostrar como ele é inspirador. Mais tarde, ela liga para a mãe para dizer que está pronta para voltar para casa, enquanto E. J. percebe seus sentimentos românticos por Gina. Nini voltou para East High e assiste da lateral enquanto o resto do elenco ensaia para o show. Ricky tenta convencer a Srta. Jenn a dar a ela um papel no musical, embora Nini espere continuar seus sonhos de compor para continuar sua carreira. No entanto, quando o North High de repente muda sua produção para A Bela e a Fera para aumentar a rivalidade, a Srta. Jenn desesperadamente gera uma ideia inovadora para permitir que Nini retorne ao palco. |              |                      |                     |                           |                     |
| 16 | 6            | "Yes, And..."        | Kimberly McCullough | Ilana Wolpert             | 18 de junho de 2021 |
| Depois que o North High postou um vídeo online para anunciar seu show, a Srta. Jenn se inspirou para liderar seu elenco em um fim de semana de atividades de improvisação para promover a união da equipe e o estudo dos personagens. Além disso, a Srta. Jenn cria um novo papel para Nini para permitir que ela participe do musical, uma versão personificada da rosa encantada. Nini ajuda Kourtney a encontrar confiança para admitir seus sentimentos por seu colega Howie, o que ele retribui. Ricky começa a sentir que seu relacionamento com Nini está se desintegrando e que as coisas ao seu redor estão mudando muito. Ele expressa desconforto sobre o primeiro encontro de seu pai com a Srta. Jenn, o que faz com que ela termine o relacionamento. Ao contrário do que se esperava, Gina é forçada a ficar permanentemente na East High, porém ela ainda possui sentimentos por Ricky, o que a faz ficar reclusa de seus colegas. Em uma conversa com Ashlyn, Gina revela que no semestre passado, durante os eventos do último episódio da primeira temporada, ela assumiu que tinha sentimento por Ricky, que a acolhe. Nini passa a ter um "bloqueio criativo" para escrever sua música a partir do ponto de vista da Fera, porém, sentindo os problemas em seu relacionamento com Ricky, ela inverte a música para o ponto de vista de sua personagem, assim escrevendo "The Rose Song". No palco da escola, Nini canta e toca a música em uma gravação de voz para Kourtney, e pede para ela não mostrar para Ricky. Entretanto, Carlos presenciou a performance e filma Nini para postar no Instagram e se vingar da North High. |              |                      |                     |                           |                     |
| 17 | 7            | "The Field Trip"     | Paul Hoen           | Carrie Rosen              | 25 de junho de 2021 |
| Depois que E. J. e Gina começam a apresentar o jornal matinal da East High juntos, o vínculo da dupla se fortalece. Kourtney revela ao elenco as fantasias do musical, embora os alunos suspeitem que alguém da North High roubou a máscara da Fera. Como resultado, eles se infiltram no departamento de teatro da escola para recuperar a peça chave do traje. Eles são pegos por Lily e Antoine, e são desafiados para uma dança ao som de "The Mob Song". A performance culmina com a descoberta de Kourtney que Howie é uma estudante da North High e interpretará a Fera em sua produção, levando-a a se sentir traída. Enquanto isso, a Srta. Jenn visita Zack em seu escritório, antes de descobrir que foi ele quem roubou a máscara. A performance de Nini em "The Rose Song" se torna popular nas redes sociais e Ricky se sente excluído do momento de sucesso de Nini. Lily influencia Ricky a se sentir desanimado com a música de Nini; ele a confronta com preocupação com a letra, sugerindo que ela está se sentindo confinada em seu relacionamento com ele. Sentindo-se sem suporte, Nini começa uma nova conta nas redes sociais para compartilhar sua música, adotando seu verdadeiro nome, Nina. |              |                      |                     |                           |                     |
| 18 | 8            | "Most Likely To"     | Paul Hoen           | Nneka Gerstle             | 2 de julho de 2021  |
| E.J. E Big Red executam seus ensaios para a música "Gaston". Depois de invadir a propriedade da North High, os alunos da East High foram suspensos do ensaio por uma semana. Ricky acidentalmente exclui um comentário na postagem de Nini sobre uma proposta de um produtor. No dia da carreira, o pai de E.J. revela que ele comprou sua inscrição para entrar na Duke. Srta. Jenn faz os testes para um comercial de cafeteria. Howie revela por que ele não disse a Kourtney que foi para a North High. Ricky e Nini brigam na pizzaria de Big Red. Big Red questiona se Ashlyn entende o que ele quer ser na vida. Gina e E.J. tenha uma conversa sobre como eles querem que seja seu futuro e quem eles querem ser. Ricky e Nini decidem que é melhor que eles se separem para se tornarem pessoas melhores. Ashlyn consegue um emprego na pizzaria do Big Red. E.J. diz a seu pai que não quer ir para Duke. Howie tenta conseguir o perdão de Kourtney cantando “If I Can't Love Her”. |              |                      |                     |                           |                     |
| 19 | 9            | "Spring Break"       | Brent Geisler       | Natalia Castells-Esquivel | 9 de julho de 2021  |
| 20 | 10           | "The Transformation" | ASA                 | Jessica Leventhal         | 16 de julho de 2021 |
| 21 | 11           | "Showtime"           | ASA                 | ASA                       | 23 de julho de 2021 |
| 22 | 12           | "Second Chances"     | ASA                 | ASA                       | 30 de julho de 2021 |

## Produção

### Desenvolvimento
Em 9 de novembro de 2017, foi anunciado que a Disney estava desenvolvendo uma adaptação para a série de televisão de sua série de filmes High School Musical criada por Peter Barsocchini.
  A série era esperada para estrear no próximo serviço de streaming da Disney, então sem nome. A empresa planejou adaptar a franquia para a televisão e abordou o criador Tim Federle para desenvolver uma ideia para uma série. Ferderle lançou a série de estilo documentário em janeiro de 2018 e passou a escrever rascunhos de um roteiro junto com o Disney Channel.
Em 30 de maio de 2018, foi anunciado que Federle serviria como escritor e produtor executivo da série. Em 6 de setembro, a Disney deu oficialmente à produção um pedido de série para uma primeira temporada consistindo de dez episódios. Oliver Goldstick era esperado para servir como showrunner e produtor executivo adicional, enquanto Julie Ashton supervisionaria o processo de seleção de elenco. Junto com este anúncio, também foi revelado que o show seria do gênero mocumentário e uma lista de nomes e descrições de personagens foi lançada. Em maio de 2019, Goldstick deixou a série por causa de "diferenças criativas", tendo atuado como showrunner nos primeiros quatro episódios. A série é produzida em associação com o Disney Channel.
Em outubro de 2019, antes do lançamento da primeira temporada, a Disney+ renovou a série para uma segunda temporada. Federle afirmou que o enredo da segunda temporada não giraria em torno de uma produção de High School Musical 2;
 foi revelado em fevereiro de 2020 que a produção apresentada seria A Bela e a Fera. A segunda temporada consistirá em doze episódios.

### Roteiro
Federle inspirou-se no estilo de mocumentário da série de outros filmes e programas como Waiting for Guffman e The Office. Ele foi inspirado a criar uma série que descrevia a música como um tema central, além de aproveitar sua experiência como ex-artista da Broadway
A série inclui representação LGBTQ+, com dois personagens gays: Carlos e Seb.
 Em uma entrevista ao The Advocate, Frankie Rodriguez creditou a Federle por escrever seu personagem Carlos como gay, sem recorrer a tropas de um personagem queer típico. O personagem Seb desempenha o papel de Sharpay no musical, um exemplo de elenco não tradicional de gênero. A série começa a explorar uma relação entre pessoas do mesmo sexo quando Carlos convida Seb para o baile da escola no episódio "Homecoming".
 A série também retrata a criação de filhos do mesmo sexo por meio das duas mães de Nini, Carol e Dana. Além dessa representação, a série também inclui temas como o divórcio.

### Escolha do elenco
Federle expressou a importância de escalar adolescentes reais para os papéis principais para adicionar autenticidade à série baseada no ensino médio. Em 17 de outubro de 2018, foi anunciado que Joshua Bassett havia sido escalado para um papel principal. O resto do elenco foi anunciado em 15 de fevereiro de 2019, incluindo Sofia Wylie como Gina, Kate Reinders como Miss Jenn e Olivia Rodrigo como Nini.
 Federle confirmou em novembro de 2019 que um membro do elenco não identificado do filme original faria uma participação especial através de uma sequência de fantasia.
 Depois de ser listado como um artista de destaque na trilha sonora, Lucas Grabeel, que interpretou Ryan Evans, foi confirmado para fazer uma aparição na série.
 Grabeel aparece no episódio "The Tech Rehearsal" como uma versão ficcional de si mesmo, atuando em uma música ao lado de Reinders. Kaycee Stroh, que interpretou Martha Cox, também fez uma participação especial no episódio "What Team?"
Em dezembro de 2019, foi relatado que Joe Serafini, que interpreta Seb Matthew-Smith, seria promovido ao elenco principal para a segunda temporada. Outras adições ao elenco recorrente foram reveladas no início de 2020: Roman Banks como Howie; Olivia Rose Keegan como Lily; e Derek Hough como Zack, ex-namorado da Srta. Jenn.

### Filmagens
A produção da primeira temporada começou em 15 de fevereiro de 2019, em Salt Lake City, Utah, e foi concluída em 30 de junho. A produção da segunda temporada começou em fevereiro de 2020, mas foi interrompida devido à pandemia de COVID-19.
 As filmagens foram retomadas em novembro de 2020.
O estilo de mocumentário da série é obtido através da configuração de uma câmera única, com câmeras portáteis usadas para criar imagens trêmulas e zoom. Além disso, cabeças falantes são utilizadas para permitir que os personagens expressem seus pensamentos íntimos enquanto falam para a câmera. Essas cenas representam o "dia presente" na história, enquanto flashbacks do relacionamento passado de Nini e Ricky são filmados de forma mais tradicional.

### Música
A primeira temporada contém nove canções originais, com uma nova peça musical apresentada em cada um dos primeiros nove episódios. A maioria das músicas é tocada ao vivo pelos atores.
 Alguns atores acompanharam suas próprias apresentações em instrumentos como o violão. Olivia Rodrigo escreveu uma canção original para a série, "All I Want", e co-escreveu "Just for a Moment" com Bassett e o produtor musical Dan Book. Federle afirmou que sua proposta original incluía a ideia de desenvolver canções originais para a série. Steve Vincent, que trabalhou nos filmes originais, atuou como supervisor musical da série e contratou vários compositores para escrever novas músicas. Ele também recebeu inscrições de compositores de Los Angeles. A trilha sonora da primeira temporada, com novas canções e interpretações de canções do filme original, foi lançada em 10 de janeiro de 2020, pela Walt Disney Records. Na preparação para o lançamento, faixas selecionadas foram disponibilizadas semanalmente para correlacionar com os episódios sendo lançados.
Um álbum que acompanha o especial de festas, High School Musical: The Musical: The Holiday Special: The Soundtrack, foi lançado em 20 de novembro de 2020, que inclui músicas de Natal, bem como canções selecionadas como uma prévia da segunda temporada. Assim como novas canções e novas versões de canções do filme original, a segunda temporada contará com canções do musical da Disney A Bela e a Fera, escrito por Alan Menken, Howard Ashman e Tim Rice. Bassett e Rodrigo escreveram canções originais para a segunda temporada.

## Lançamento
O primeiro episódio de High School Musical: The Musical: The Series foi transmitido no Disney Channel, ABC e Freeform em 8 de novembro de 2019, antes de seu lançamento no serviço de streaming Disney+ em 12 de novembro de 2019, em 4K HDR. Os episódios foram lançados semanalmente, em vez de todos de uma vez. O final da primeira temporada foi lançada em 10 de janeiro de 2020.
No Brasil, o primeiro episódio foi exibido no Disney Channel em 15 de novembro de 2020 antes do lançamento oficial da plataforma no país em 17 de novembro.[carece de fontes?] Depois do lançamento do streaming no país os episódios foram lançados semanalmente todas as sextas-feiras.
Antes do lançamento da segunda temporada, um especial de festas de 45 minutos intitulado High School Musical: The Musical: The Holiday Special, apresentando o elenco apresentando músicas de Natal, foi lançado em 11 de dezembro de 2020. O especial também contou com prévias de músicas e cenas da segunda temporada. A segunda temporada estreia a 14 de maio de 2021.

### Marketing
O primeiro pôster e trailer do programa foram lançados em 23 de agosto de 2019, no painel Disney+ na D23 Expo 2019. O primeiro episódio também foi exibido junto com um painel de discussão apresentado pelo membro do elenco de High School Musical, Corbin Bleu.

### Série Companheira
Uma série curta dos bastidores intitulada High School Musical: The Musical: The Series: Extra Credit foi lançada semanalmente no YouTube e adicionada ao Disney+ em 17 de janeiro de 2020. A série apresenta entrevistas com o elenco, cenas de ensaio e outros clipes da produção da série. Uma versão atualizada da primeira temporada intitulada High School Musical: The Musical: The Series: The Sing-Along, marcada com as letras das músicas apresentadas na tela, também foi lançada em 17 de janeiro.

## Recepção

### Audiência
A pré-transmissão simultânea do primeiro episódio em 8 de novembro de 2019 foi visto por 2,03 milhões na ABC, além de 474.000 no Disney Channel e 293.000 durante a exibição Freeform. A transmissão recebeu 2,8 milhões de telespectadores no total.

### Resposta crítica
A avaliação do site Rotten Tomatoes deu para a primeira temporada um índice de 74% de aprovação dos críticos e com uma classificação média de 7,79/10, com base em 31 resenhas. O consenso crítico do site disse: "High School Musical: The Musical: The Series se parece um pouco com seus predecessores para realmente ser o começo de algo novo - embora os fãs da franquia possam apenas encontrar o que procuram em seus estilos nostálgicos." O Metacritic, que usa uma média ponderada, atribuiu uma pontuação de 64/100 com base em 16 resenhas, indicando "avaliações geralmente favoráveis".
Vinnie Mancuso do Collider descreveu a série como "carinhosamente irônico". Kelly Lawler expressou que a série é uma "carta de amor" para produções teatrais do ensino médio em uma crítica para o USA Today. Kendra Cleary do Hypable afirmou que a série captura a energia do filme original enquanto introduz um conjunto relacionável de personagens que não são tão estereotipados como Troy e Gabriella. No entanto, Caroline Framke da Variety sugeriu que alguns elementos do programa são muito semelhantes à abordagem "bidimensional" do filme original. Libby Torres, do Insider, disse que a série carecia da "energia contagiante" do filme original e achou a premissa chocante. Mancuso se opôs ao estilo de mockumentary da série, observando que o formato distrai de outro humor nos episódios. Ethan Anderton do /Film observou a técnica como inorgânica e desnecessária. Por outro lado, Cleary listou as cabeças falantes como um de seus aspectos favoritos da série. Daniel Toy do Tom's Guide indicou como as técnicas ajudam a evitar o desconhecimento dos personagens. Em seu blog Laughing Place, Alex Reif disse que a série era mais voltada para adultos do que os filmes originais. Joel Keller, da Decider, sugeriu que a exibição da série não requer um entendimento da franquia original.
Shannon Miller do The A.V. Club elogiou o talento do elenco, em particular de Rodrigo e Bassett por sua habilidade musical e "manipulação de material dramático". Escrevendo para Decider, Kayla Cobb afirmou que os dois protagonistas têm uma química romântica significativa. Megan Peters, da Comicbook.com, elogiou Rodrigo por sua interpretação da personalidade "cautelosa" de Nini, e Keller a descreveu como "especialmente magnética".
 Anderton também aplaudiu o elenco e sugeriu que a série não apresenta o mesmo "estilo de atuação exagerado" do material original. A coreografia do show foi elogiada, assim como Wylie por sua capacidade de dança. Toy descreveu o timing cômico de Rodriguez como Carlos como "impecável". Anderton, Peters e Framke compararam o desempenho de Kate Reinders como a "excessivamente zelosa" Miss Jenn a Kristin Chenoweth.

A série foi comparada a Glee por seus temas, bem como por sua combinação de música e drama. Framke descreveu a série como uma "versão doce e muito boba de Glee", e Peters notou semelhanças por meio de seus "cortes e gracejos rápidos".
 No entanto, Miller afirmou que High School Musical usa a música mais como um elemento literal do que abstrato no enredo. Cleary notou que a série não é um musical em si, e que as canções aparecem organicamente, representadas por meio de audições e ensaios.
Revendo a música, Mancuso e Toy expressaram interesse em que o programa continuasse a fornecer novas canções além da trilha sonora do filme original. Cleary elogiou a pontuação "vibrante e nostálgica". Cobb elogiou as habilidades vocais do elenco principal e descreveu Rodrigo como "um talento especialmente pronunciado", com uma voz doce e sincera.

### Prêmios e indicações
| Ano  | Prêmio              | Categoria                             | Nomeado(s)                                   | Resultado | Ref.   |
| ---- | ------------------- | ------------------------------------- | -------------------------------------------- | --------- | ------ |
| 2020 | GLAAD Media Awards  | Outstanding Kids & Family Programming | High School Musical: The Musical: The Series | Venceu    | [ 68 ] |
| 2020 | Kids' Choice Awards | Favorite Male TV Star                 | Joshua Bassett                               | Indicado  | [ 69 ] |